# Baraza la Muziki la Taifa
Baraza la Muziki la Taifa (BAMUTA, in swahili Consiglio Nazionale sulla Musica) è una istituzione creata dal governo della Tanzania nel 1974, poco dopo l'indipendenza. Lo scopo del BAMUTA era quello di regolamentare e favorire lo sviluppo della musica in Tanzania, nel contesto di un più ampio programma volto a consolidare l'identità nazionale del paese liberando la cultura tanzaniana dai retaggi del colonialismo e dell'ideologia borghese portata dagli europei. Questo programma era uno degli elementi chiave dell'Ujamaa, la politica socialista messa in atto dal primo presidente della Tanzania Julius Nyerere. Organi simili al BAMUTA furono creati per altri aspetti della cultura tanzaniana; il Baraza la Kiswahili la Taifa ("Consiglio nazionale sullo swahili"), per esempio, aveva lo scopo di promuovere la diffusione dello swahili presso tutte le etnie del paese, e il Baraza la Sanaa la Taifa ("Consiglio nazionale sull'arte") si occupava della pittura e delle altre arti figurative.
Il BAMUTA impose forti restrizioni sull'importazione di musica straniera in Tanzania (con l'eccezione della musica dello Zaire), e regolamentò in modo capillare la distribuzione di licenze per attività come sale da ballo e circoli musicali. Contemporaneamente, venne istituito un sistema di sponsorizzazioni e finanziamenti governativi o para-governativi per le orchestre e i gruppi musicali. Questa politica protezionista ebbe l'effetto di portare alla diffusione in tutto il paese di gruppi e circoli musicali tanzaniani, e influì in modo decisivo sull'evoluzione del principale genere musicale tanzaniano del XX secolo, il muziki wa dansi.